# ميدان المتاحف

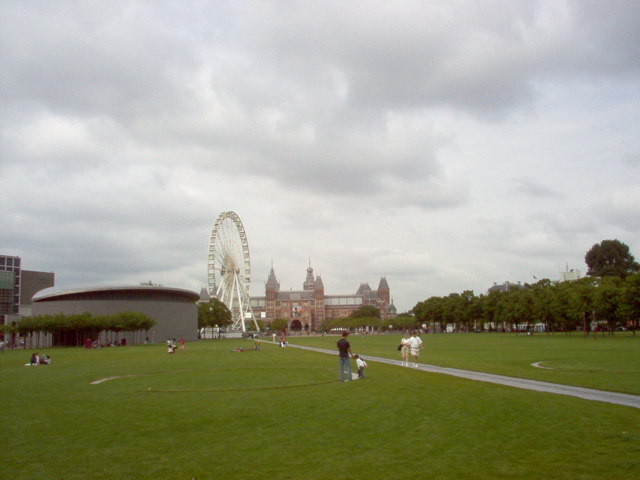
ميدان المتاحف بأمستردام

ميدان المتاحف (بالهولندية: Museumplein) هو ميدان موجود بأمستردام في هولندا يدعى بهذا الاسم لأن حوله تتواجد 4 متاحف: متحف فان غوخ، متحف المدينة، متحف المجوهرات الهولندي، ومتحف أمستردام الوطني.